# Arachnomura hieroglyphica
Arachnomura hieroglyphica är en spindelart som beskrevs av Cândido Firmino de Mello-Leitão 1917. 
Arachnomura hieroglyphica ingår i släktet Arachnomura och familjen hoppspindlar. Inga underarter finns listade i Catalogue of Life.